# Гридли (Калифорнија)
Гридли (енгл. Gridley) град је у америчкој савезној држави Калифорнија. По попису становништва из 2010. у њему је живело 6.584 становника.

## Демографија
Према попису становништва из 2010. у граду је живело 6.584 становника, што је 1.202 (22,3%) становника више него 2000. године.
| Група             | 2000.         | 2010.         |
| Белци             | 2.920 (54,3%) | 3.074 (46,7%) |
| Афроамериканци    | 17 (0,3%)     | 55 (0,8%)     |
| Азијати           | 187 (3,5%)    | 249 (3,8%)    |
| Хиспаноамериканци | 2.079 (38,6%) | 3.000 (45,6%) |
| Укупно            | 5.382         | 6.584         |